# Vertumne i Pomona (Camille Claudel)
Vertumne i Pomona és una escultura de l'artista francesa Camille Claudel, concebuda el 1886 i elaborada en 1905 en marbre blanc sobre una base de marbre vermell, la qual es troba signada en la part posterior per l'autora. La peça es troba conservada en el Museu Rodin de França.

## Història
En un primer moment, la peça havia estat modelada en 1886, inspirada en un text èpic hindú anomenat Shakuntalá, en el qual es narrava el retrobament de Shakuntalá amb Dushianta, el seu espòs, després d'una llarga separació causada per una maledicció. Per aquest motiu en aquest primer moment s'hauria anomenat Sakountala, amb el qual nom va ser presentada al Saló dels artistes francesos de 1888, i per la qual Claudel va rebre un esment honorífic.
El 1905 gràcies al suport de la seva mecenes, la comtessa de Maigret, Camille Claudel va poder executar la peça en marbre, però està ja sota el nom de Vertumne i Pomona.
Aquesta escultura va ser fosa en bronze per Eugène Blot en el mateix any, la qual va ser presentada en el Saló de tardor amb el nom de L'abandonament. Això per a alguns autors és un referent a la forma en què l'artista va plasmar la seva vida personal.